# 恩浦萨
恩浦薩（Empousa），又被譯為「恩普莎」，希臘神話中的一種生物，名字意思由来是会在交尾后杀配偶並吃了的母螳螂，该怪物会杀害儿童并喝其血，且本身有自由变化自己形体的能力。而血液本身在《希腊神话》中被当作人类活力的象征，《奥德赛》里记载奥特赛去冥界召集亡灵的时候，就供奉公羊和母羊的血，亡灵在得到鲜血后恢复生前活力，得以和生者奥德赛对话。荷马的《伊利亚特》有类似剧情。恩浦薩形象为膚色蒼白、紅眼睛、長有獠牙、一支腿是驢腿、一支腿是人腿、專門吸食人血的女惡魔，女神赫卡忒（Hecate）的手下。據說恩普薩是吸血鬼的前身。
1. ↑  森瀨繚、靜川龍宗. . 奇幻. 奇幻基地. 2010/08/08: 20–21. ISBN 9789866275166.